# Законодательное Собрание Республики Карелия IV созыва
Законодательное Собрание Республики Карелия 4 созыва было избрано 8 октября 2006 года. Срок полномочий депутатов созыва составляет пять лет.

## Выборы
Согласно итогам выборов, в Законодательное Собрание прошло 5 партий:
Единая Россия — 38,92 %,
РПЖ — 16,19 %,
КПРФ — 12,77 %,
РПП — 12,06 %,
ЛДПР — 8,86 %.
Партии Патриоты России и Народная воля не прошли барьер 7 %, набрав соответственно — 4,39 % (8031) и 1,58 % (2898).

## Состав

### Председатель
1. 23 октября 2006 — 10 июля 2009 — Николай Левин (фракция «Единая Россия»).
2. 10 июля 2009 — н/в — Александр Переплеснин (фракция «Единая Россия»).

23 октября 2006 года Николай Левин был избран председателем Законодательного Собрания Республики Карелия четвертого созыва единогласно. 10 июля 2009 года, в связи с вступлением в должность главы Петрозаводского городского округа, Левин официально сложил с себя полномочия депутата и спикера. Исполняющим обязанности председателя был избран Александр Переплеснин (фракция «Единая Россия»). 18 февраля 2010 года Александр Переплеснин был избран председателем.
28 октября 2006 года в Москве состоялся VII съезд партии Родина, где было окончательно утверждено решение о слиянии партий Родина, Российская партия пенсионеров и Российская партия жизни в единую партию «Справедливая Россия: Родина/Пенсионеры/Жизнь». Родина была переименована в «Справедливая Россия: Родина/Пенсионеры/Жизнь», на съездах Российской партии жизни и Российской партии Пенсионеров были приняты решения о прекращении деятельности партий и их вхождении в партию «Справедливая Россия: Родина/Пенсионеры/Жизнь».

### Дополнительные выборы
19 июля 2008 года скончался депутат, а ранее генеральный директор ОАО «Кондопога» Виталий Федермессер, избранный по Гирвасскому одномандатному избирательному округу № 19. 1 марта 2009 года состоялись дополнительные выборы депутата по тому же округу. Депутатом был избран опять же генеральный директор ОАО «Кондопога», член партии Единая Россия Владимир Михайлович Бибилов. Она набрал 2199 голосов, или 73 % от общего числа проголосовавших. Однако в выборах участвовало лишь 14 % электората.
В мае 2009 года скончался депутат Алексей Мосунов, избранный по Перевальскому округу (№ 4) Петрозаводска. На дополнительных выборах 14 марта 2010 года депутатом был избран член партии КПРФ Николай Полозов, получивший 1 421 голос, или 33,91 % от общего числа проголосовавших.
11 октября на место Девлета Алиханова, который сложил с себя полномочия в марте 2010 года, перейдя на работу в Совет Федерациина, в Законодательное собрание республики по Древлянскому избирательному округу Петрозаводска победу одержала кандидат от «Единой России» Наталья Азарова,